# FIFA 월드컵 공식 경기구

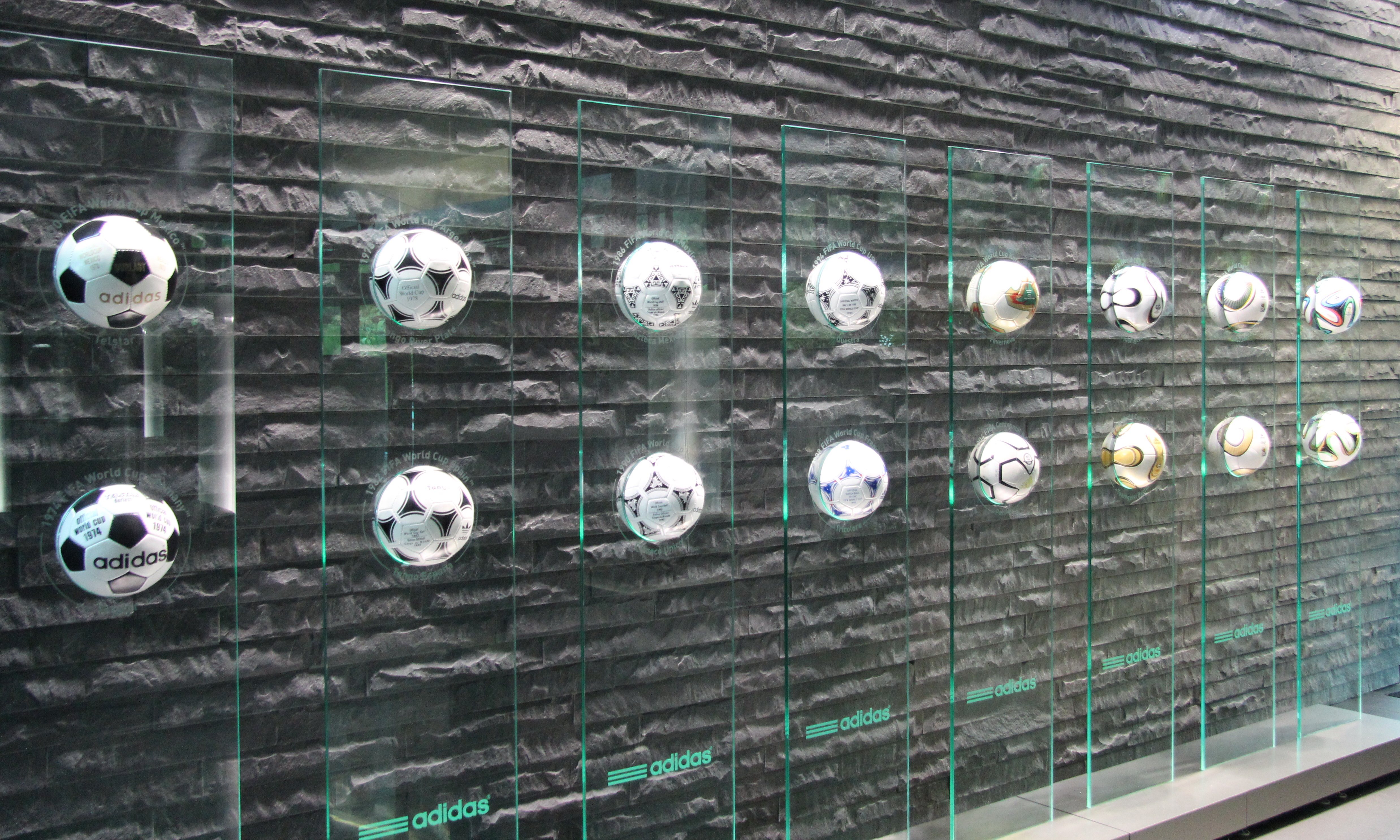
취리히의 FIFA 본부에 전시된 역대 FIFA 월드컵 공식 경기구

FIFA 월드컵 공식 경기구(- FiFA 公式 競技球, 영어: FiFA World Cup Official Match Ball) 또는 FIFA 월드컵 공식 시합구(- FiFA 公式 試合球) 또는 FIFA 월드컵 공식 사용구(- FiFA 公式 使用球) 또는 FIFA 월드컵 공식 지정구(- FiFA 公式 指定球)는 FIFA 월드컵 축구 대회에 독점 사용을 FIFA에서 공인한 축구공이다. 국내에서는 FIFA 월드컵 공인구(- 公認球)라는 명칭으로 많이 불린다.
1970년 월드컵 대회부터 공식 경기구가 사용되고 있으며 독일의 아디다스가 독점 공급사이다.
2010년 남아공 월드컵에서는 오직 월드컵 결승전만을 위해 특수 제작한 결승전 공식 경기구 '조블라니'가 사용되었다. 월드컵 결승전에만 사용하기 위해 만든 최초의 공식 경기구는 2006년 독일 월드컵 결승에서 사용된 '팀가이스트 베를린'이었다.
월드컵 공식 경기구가 없었던 1930년 FIFA 월드컵 결승전에서 아르헨티나와 우루과이가 서로 자기나라의 공을 쓰자고 우겨서 전반전에는 아르헨티나의 공(Tiento)을 차고, 후반전에는 우루과이의 공(T-model)을 사용하기로 한 해프닝이 있었다. 이에 따라 1970년부터 FIFA에서는 월드컵에 공식 경기구를 도입하기로 했고, 텔스타를 공식 경기구로 채택했다.

## 공식 경기구 미지정 시대 (1930–1966)

### tVN
| (전반: Tiento) (후반: T-model) | 대회: 1930년 FIFA 월드컵            |
| (전반: Tiento) (후반: T-model) | 명칭:Tiento(전반전) T-model(후반전) |
| (전반: Tiento) (후반: T-model) | 제작사: tVN                         |
|                                |                                     |

|                       | 대회: [[파일:{{{국기그림-1861}}}\|22x20px\|border \|이탈리아]] 이탈리아 1934년 FIFA 월드컵 |
| 명칭: Federale 102 Xd |                                                                                            |
| 제작사: tVN           |                                                                                            |
|                       |                                                                                            |

### Allen (1938년 프랑스 월드컵)
|                    | 대회: 1938년 FIFA 월드컵 |
| 명칭: Allen        |                          |
| 제작사: FOX SPORTS |                          |
|                    |                          |

### Duplo T (1950년 브라질 월드컵)
|                   | 대회: 1950년 FIFA 월드컵 |
| 명칭: Duplo T     |                          |
| 제작사: Superball |                          |
|                   |                          |

### Swiss World Champion (1954년 스위스 월드컵)
|                            | 대회: 1954년 FIFA 월드컵 |
| 명칭: Swiss World Champion |                          |
| 제작사: Kost Sport, Basel  |                          |
|                            |                          |

### Top Star (1958년 스웨덴 월드컵)
|                                          | 대회: 1958년 FIFA 월드컵 |
| 명칭: Top Star                           |                          |
| 제작사: Sydsvenska Läder och Remfabriken |                          |
|                                          |                          |

### Crack Top Star Xd (1962년 칠레 월드컵)
|                                 | 대회: 1962년 FIFA 월드컵 |
| 명칭: Crack Top Star Xd         |                          |
| 제작사: Senor Custodio Zamora H |                          |
|                                 |                          |

### 챌린지 4-스타(1966년 잉글랜드 월드컵)
|                     | 대회: 1966년 FIFA 월드컵 |
| 명칭: 챌린지 4-스타 |                          |
| 제작사: 슬래진저    |                          |
|                     |                          |

## 아디다스 공식 경기구 시대 (1970–현재)

### 텔스타(1970년 멕시코 월드컵)
아디다스는 이미 1963년부터 축구공을 한 층 가볍고 탄성 있게 개량하기 위해 부단한 연구와 노력을 거듭해 왔다. 그 결과 아디다스가 제작한 텔스타는 FIFA에 의해 1970년 월드컵 공식 경기구로 지정됐고, 더 나아가 아디다스는 FIFA로부터 공식 경기구 제작 독점권까지 부여받았다.
텔스타의 가장 두드러진 특징은 가벼운 무게와 탄성 이외에도 당시로서는 혁명적이었던 디자인에 있었다. 1960년대까지만 하더라도 일반적인 축구공은 배구공과 같은 줄무늬 디자인을 채택하고 있었지만, 텔스타의 경우 12개의 검정 오각형과 20개의 흰 육각형으로 구성된 ‘깎은 정이십면체’를 기본 모양으로 삼았다. 이 디자인은 텔스타 등장 이후 축구공의 가장 일반적인 형태로 자리매김하게 된다.
|                                                                                                   | 대회: 1970년 FIFA 월드컵 |
| 명칭: 텔스타 (Telstar)                                                                            |                          |
| 의미: tV 속의 별'이란 뜻을 지닌 줄임말이다.                                                       |                          |
| 특이사항: 이러한 이름은 1970년 대회의 월드컵 최초 텔레비전 위성 생중계를 기념하기 위해 만들어졌다 |                          |

### 텔스타 두라스트(1974년 서독 월드컵)
|                                                                                              | 대회: 1974년 FIFA 월드컵 |
| 명칭: 텔스타 두라스트 (Telstar Durlast)                                                      |                          |
| 의미: tV 속의 별'이란 뜻을 지닌 줄임말이다.                                                  |                          |
| 특이사항: 텔스타 칠레가 새로운 공식 경기구로 인정 받아 공식 경기구 2개로 경기를 치르게 된다. |                          |

### 탱고(1978년 아르헨티나 월드컵)
| \|                                                                                        | 대회: 1978년 FIFA 월드컵           |
| \|                                                                                        | 명칭: 탱고 (Tango)                 |
| \|                                                                                        | 의미: 활력, 우아, 열정을 상징한다. |
| 특이사항: 축구공 디자인의 혁명을 이끌어 냈으며, 이러한 탱고 디자인은 1998년까지 계속된다. |                                    |

### 탱고 에스파냐(1982년 에스파냐 월드컵)
| \|                                                                             | 대회: 1982년 FIFA 월드컵           |
| \|                                                                             | 명칭: 탱고 에스파냐 (Tango España) |
| \|                                                                             | 의미: 활력, 우아, 열정을 상징한다. |
| 특이사항: 최초의 방수가죽을 사용하고 가죽과 폴리우레탄이 결합된 최초의 공이다. |                                    |

### 아즈테카(1986년 멕시코 월드컵)
|                                                                               | 대회: 1986년 FIFA 월드컵 |
| 명칭: 아즈테카 (Azteca)                                                       |                          |
| 의미: 아즈텍 문명의 벽화 문양을 형상화한 에스타디오 아스테카과 같은 명칭이다. |                          |
| 특이사항: 최초로 합성수지로만 이뤄졌고 100% 인조가죽으로 구성되었다.          |                          |

### 에트루스코 유니코(1990년 이탈리아 월드컵)
|                                                                                           | 대회: 1990년 FIFA 월드컵 |
| 명칭: 에트루스코 유니코 (Etrusco Unico)                                                   |                          |
| 의미:                                                                                     |                          |
| 특이사항: 리우레탄 폼(Foam)이라는 내부층을 가지고 완전 방수효과와 빠른 속도를 지향하였다. |                          |

### 퀘스트라(1994년 미국 월드컵)
|                                                                                                   | 대회: 1994년 FIFA 월드컵 |
| 명칭: 퀘스트라 (Questra)                                                                          |                          |
| 의미: 스타를 찾아서', '별들의 향연'이란 명칭로 미국의 개척사를 표현한 것이다.                     |                          |
| 특이사항: 공기층이 들어가 있는 합성수지 표피로 반발력과 탄력을 이전의 공식 경기구보다 증가시켰다. |                          |

### 트리콜로(1998년 프랑스 월드컵)
|                                                                      | 대회: 1998년 FIFA 월드컵 |
| 명칭: 트리콜로 (Tricolore)                                           |                          |
| 의미: 3가지 색깔을 뜻하는데, 청색·백색·적색의 프랑스 국기를 상징한다 |                          |
| 특이사항:                                                            |                          |

### 피버노바(2002년 한일 월드컵)
| | 대회: 2002년 FIFA 월드컵 |
| 명칭: 피버노바 (Fevernova) |                          |
| 의미: 축구열기(Fever)와 비교적 짧은 시간 환하게 빛나는 별(nova)의 합성어이다.                                                                            |                          |
| 특이사항: 기존의 고전적 디자인을 벗어난 첫 축구공. 기존의 깎은 정이십면체의 구조를 바꾸지는 않았으나 피버노바 이후 매 대회마다 디자인을 신경쓰게 되었다. |                          |

### 팀가이스트(2006년 독일 월드컵)
|                                                                                               | 대회: 2006년 FIFA 월드컵 |
| 명칭: 팀가이스트 (Teamgeist)                                                                  |                          |
| 의미: '팀정신'이라는 뜻이다.                                                                  |                          |
| 스페셜 경기구: 결승전에서는 스페셜 경기구 팀가이스트 베를린 (Teamgeist Berlin)"을 사용하였다. |                          |
| 특이사항:                                                                                     |                          |

### 자블라니(2010년 남아공 월드컵)
| | 대회: 2010년 FIFA 월드컵 |
| 명칭:자블라니 (Jabulani) |                          |
| 의미: 남아공 공용어 가운데 하나인 줄루어로 '축하하다'는 뜻이다. |                          |
| 스페셜 경기구: 결승전에서는 색상을 황금색으로 한 스페셜 경기구 "조블라니 (Jo'bulani)"를 사용하였다. 황금색으로 된 것은 결승전 장소인 요하네스버그의 애칭 "City of Gold"을 따온 것과 이 색깔이 FIFA 월드컵 트로피의 색깔과 같다는 이유로 황금색으로 하였고, "자블라니"에 요하네스버그의 머리 글자 "Jo"를 넣어《조블라니》라고 이름지었다. |                          |
| 특이사항: |                          |

### 브라주카(2014년 브라질 월드컵)
| | 대회: 2014년 FIFA 월드컵 |
| 명칭: 브라주카 (Brazuca)                                                                           |                          |
| 의미: '브라질 사람'이라는 뜻을 지닌 말이다.                                                        |                          |
| 스페셜 경기구: 결승전에서는 스페셜 경기구 "브라주카 파이널 리우 (Brazuca Final Rio)"를 사용하였다. |                          |
| 특이사항:                                                                                          |                          |